# Steinlesbach
Der Steinlesbach ist ein etwa 2 km langer Bach im Stadtgebiet von Gaildorf im Landkreis Schwäbisch Hall im nordöstlichen Baden-Württemberg, der nach insgesamt etwa ostnordöstlichem Lauf zwischen dem Weiler Großaltdorf und dem Dorf Ottendorf der Stadt von links in den mittleren Kocher mündet.

## Geographie

### Verlauf
Der Steinlesbach entsteht unbeständig weniger als einen Kilometer südwestlich des Gaildorfer Weilers Hägenau auf etwa 398 m ü. NHN am Nordhang des Ebersbergs im Gewann Loh in einer dort einsetzenden Waldklinge. Diese zieht mit kleinen Richtungsänderungen etwa ostwärts und auf etwa 372 m ü. NHN tritt der auch dort oft trockenliegende Bach aus dem Wald in eine Wiesenlandschaft, die er in zuweilen verdoltem Lauf, meist als unscheinbarer Graben, seltener mit Gehölz am Ufer, nordostwärts durchquert. Er kreuzt dabei wenig vor dem Südrand von Hägenau das den Ort von Kleinaltdorf her erschließende Sträßchen und nimmt dann im Gewann Walpenteich den weniger als 200 Meter langen Graben-Ablauf eines winzigen Teichs am östlichen Weilerrand auf.
An diesem Zufluss knickt der Bachlauf nach etwas mehr als der Hälfte seiner Länge ab und zieht nun in weiterhin meist kahlem Grabenlauf und nur wenig schlängelnd nach Osten. Nahe an der östlichen Gebäudegruppe des Wohnplatzes Kocherhalde unterquert er die B 19 auf ihrem Abschnitt Ottendorf–Kleinaltdorf und läuft dann unter Bäumen linksseits der Straße knapp hundert Meter weiter bis zu deren Unterführung unter der Bahnstrecke Schwäbisch Hall-Hessental–Waiblingen. Während die Talmulde von dort einen Viertelskilometer weiter ostwärts bis zu einem aufgelassenen Steinbruch am Kocherufer gegenüber der Großaltdorfer Kanalinsel zieht, wird der Bach selbst von da an auf seinem etwa ebenso langen letzten Abschnitt in der für die Bahnlinie geschaffenen Geländekerbe nordwärts geführt, zuletzt nordwestwärts durch einen anderen alten Steinbruch. Dort fließt der Steinlesbach auf etwa 316 m ü. NHN weniger als hundert Meter unterhalb der Bahnbrücke über den Fluss von links in den Kocher ein. 
Der Steinlesbach mündet nach einem etwa 2,1 km langen, insgesamt etwa ostnordöstlichen Lauf mit mittlerem Sohlgefälle von etwa 39 ‰ ungefähr 82 Höhenmeter unterhalb seines Waldursprungs. Er führt wenig und zuzeiten gar kein Wasser. Sein einziger offener Zufluss ist der erwähnte kurze Teichablauf östlich von Hägenau. Der frühere unterste Lauf in Richtung Osten bis gegenüber der Großaltdorfer Kanalinsel ist auf einer topographischen Karte von 1851 zu erkennen, die den Zustand vor dem Bahnbau darstellt.

### Einzugsgebiet
Der Steinlesbach hat ein etwa 1,0 km² großes Einzugsgebiet, dessen höchster und südwestlichster Teil naturräumlich zum Unterraum Mainhardter Wald der Schwäbisch-Fränkischen Waldberge gehört, während der größere im Unterraum Gaildorfer Becken liegt. Die größte Höhe erreicht mit 485,3 m ü. NHN der Ebersbergs, dessen Gipfel auch der südlichste Punkt des Einzugsgebietes ist.
Hinter der bis dort südwestwärts auf dem Ausläufer-Kamm des Mainhardter Waldes auf Gaildorf zu ziehenden kurzen Wasserscheide im Südwesten fließt der Erlenbach über den Michelbach der Fichtenberger Rot zu, dem nächsthöheren großen linken Zufluss des Kochers. Jenseits des vom Ebersberg zum Vogelheerd abfallenden Hügelrückens im Südosten läuft der kurze Schlossbach wenig vor dem Steinlesbach zum Kocher bei Kleinaltdorf. Die flachere nordwestliche Wasserscheide trennt vom Einzugsgebiet des Kammersbachs, der wenig abwärts noch vor Ottendorf ebenfalls von links den Kocher erreicht.
Knapp ein Viertel des Einzugsgebietes, überwiegend im Südwesten am Ebersberg-Abhang gelegen, dazu ein kleiner Zwickel um die Mündung, ist bewaldet. Die offene Flur umfasst weit überwiegend Wiesen. Einziger Siedlungsplatz ist der Weiler Hägenau links in etwas Abstand zum Mittellauf in der Ottendorfer Stadtteilgemarkung von Gaildorf, während ein nur kleiner, mündungsnaher und östlicher Teil des Einzugsgebietes in der Eutendorfer Stadtteilgemarkung liegt.

## Geologie
Fast das gesamte Einzugsgebiet liegt im Mittel- und Unterkeuper. Die lokal höchste Schicht Untere Bunte Mergel (Steigerwald-Formation) bedeckt die Höhen des Ebersbergs, an dessen Hang nach einem nur schmalen Streifen Schilfsandsteins (Stuttgart-Formation) der Gipskeuper (Grabfeld-Formation) ausstreicht, der den größten Flächenanteil am Einzugsgebiet hat und in dem der Bach seinen Lauf beginnt. Zwischen dessen ersten Straßenquerung und seinem ersten Laufknick nach Osten beginnt in der Talmulde bei Hägenau der Lettenkeuper (Erfurt-Formation) nunmehr des Unterkeupers. Erst am Kochertalrand im Bereich der alten aufgelassenen Steinbrüche (neue wie alte Mündung) ist der Bach in den Oberen Muschelkalk eingetieft.
Neben diesen alten mesozoischen Schichten gibt es auch jüngere quartäre. In der Talmulde liegt etwa ab dem Waldaustritt ein Schwemmlandband um den Lauf, ab Beginn der ostwärts ziehenden Unterlaufs Auenlehm. Rechtsseits des jetzigen und linksseits des alten untersten Laufes hat der Fluss im Pleistozän Terrassensedimente abgelagert.

## Natur und Schutzgebiete
Die offene Flur unterhalb der fransigen Waldgrenze des Mainhardter Waldes zeigt ein für den Gipskeuper typisches Bild unruhiger Hügel, an denen sich ebenso wie seltener auch am Lauf entlang einige Feldhecken ziehen. Am umgeleiteten untersten Lauf ab der erreichten Bahnstrecke bis zur Mündung im alten Steinbruch steht ein Wäldchen mit hochwüchsigen Eschen sowie einigen Eichen und Robinien.
Einige untere Waldhänge am Ebersberg und der gesamte Gebietsanteil unterhalb der Bergwaldgrenze, ausgenommen nur das Weichbild von Hägenau, liegen im Landschaftsschutzgebiet Ostabfall des Mainhardter Waldes mit Teilen des Kochertales und Nebentälern zwischen Gaildorf und Westheim. Das gesamte Einzugsgebiet gehört zum Naturpark Schwäbisch-Fränkischer Wald.

### LUBW
Amtliche Online-Gewässerkarte mit passendem Ausschnitt und den hier benutzten Layern: Lauf und Einzugsgebiet des Steinlesbachs

Allgemeiner Einstieg ohne Voreinstellungen und Layer: Daten- und Kartendienst der Landesanstalt für Umwelt Baden-Württemberg (LUBW) (Hinweise)
1. 1 2 3  Höhe nach dem Höhenlinienbild auf dem Hintergrundlayer Topographische Karte.
2. ↑  Länge abgemessen auf dem Hintergrundlayer Topographische Karte.
3. ↑  Einzugsgebiet abgemessen auf dem Hintergrundlayer Topographische Karte.
4. ↑  Höhe nach grauer Beschriftung auf dem Hintergrundlayer Topographische Karte.
5. ↑  Schutzgebiete nach den einschlägigen Layern, Natur teilweise nach dem Layer Geschützte Biotope.

### Andere Belege
1. ↑  Alter Unterlauf nach:
  - Topographischer Atlas des Koenigreichs Württemberg – Blatt Nr XXX Hall (nach Anordnung Nr. 11) (JPG, 15,7 MByte) von 1851
2. ↑  Wolf-Dieter Sick: Geographische Landesaufnahme: Die naturräumlichen Einheiten auf Blatt 162 Rothenburg o. d. Tauber. Bundesanstalt für Landeskunde, Bad Godesberg 1962. → Online-Karte (PDF; 4,7 MB)
3. ↑  Geologie nach den Layern zu Geologische Karte 1:50.000 auf: Mapserver des Landesamtes für Geologie, Rohstoffe und Bergbau (LGRB) (Hinweise). Ein ähnliches Bild bietet die geologische Karte des Naturparks Schwäbisch-Fränkischer Wald 1:50.000, herausgegeben vom Landesamt für Geologie, Rohstoffe und Bergbau Baden-Württemberg, Freiburg i. Br. 2001.